# Église de l'Intercession-de-la-Vierge de Kozlione
L'église de l'Intercession-de-la-Vierge de Kozlione (en russe : Храм Покрова на Козлёне) est une église orthodoxe située à Vologda en Russie, construite entre 1704 et 1710 , qui a conservé ses fresques remarquables de l'école de Iaroslavl des années 1713-1720 . Elle se trouve dans le quartier historique de Nijni Possad de la ville de Vologda.

## Histoire
Les premiers témoignages sur l'église de l'Intercession en bois dans la sloboda de Koslionska datent de 1612, au temps des troubles, quand l'édifice est incendié par « les Lituaniens et d'autres voleurs ». Une nouvelle église de type kletski khram est construite en bois en 1626. Celle-ci est détruite en 1682 pour vétusté et une nouvelle église en bois est construite avec une chapelle en l'honneur d'Antipas de Pergame en 1694 (selon d'autres sources en 1724). Lors d'une des visites de Pierre Ier le Grand, les habitants lui offrent une icône représentant le buisson ardent que le tsar fait conserver dans l'église de l'Intercession .
En 1704 (selon d'autres sources en 1709), à côté de l'église en bois dédiée à l'Intercession, est posée la première pierre de l'église de la Mère de Dieu du buisson ardent qui est consacrée le 8 juin 1710 par l'archevêque Gabriel. C'est une église non chauffée. En décembre 1710, les habitants de Vologda établissent un document écrit, une promesse d'offrir chaque année de l'huile d'olive aux deux icônes particulièrement vénérées dans l'église : celle de l'Intercession de la Mère de Dieu et celle du buisson ardent. En 1730 à la demande des paroissiens adressée à l'évêque de Vologda Afanase, une église chauffée en pierre dédiée au saint martyr Antipas de Pergame, est construite à côté de l'église d'hiver. Les deux bâtiments sont reliés entre eux .
Au milieu du XIXe siècle la paroisse comptait 394 paroissiens et en 1914, 704 .
À la fin du XIXe siècle, à la suite de dégâts provoqués par des tuyaux d'eau proches de l'église, des réparations importantes ont dû être effectuées. En 1902, l'église chauffée est reconstruite presque entièrement. En 1909, c'est le clocher qui est rebâti à son tour.
En 1930, à l'époque soviétique, l'église est fermée et les locaux sont utilisés par une fabrique de meubles. De 1950 à 1981, elle est utilisée comme centre de recrutement. En 1985, des travaux de restaurations ont été à nouveau entrepris et en 1991 les services liturgiques ont pu à nouveau reprendre leur cours dans l'église .

## Architecture
Le clocher de l'église est composé de trois niveaux dont le premier est un cube surmonté ensuite d'une tour octogonale et le tout est surmonté d'un dôme en forme de chatior.
L'autel de l'église non chauffée est dédié à la Vierge Marie du buisson ardent. Dans l'église chauffée se trouve une chapelle dédiée à l'Intercession de la Vierge Marie et une autre au saint martyr Antipas de Pergame.

## Peintures murales

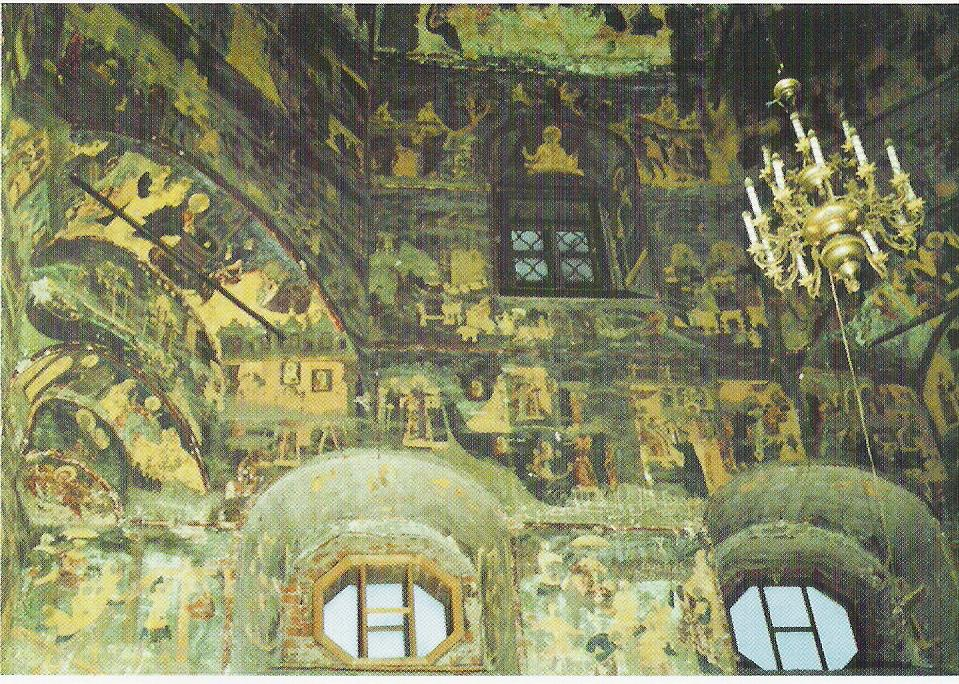
Fresques du buisson ardent

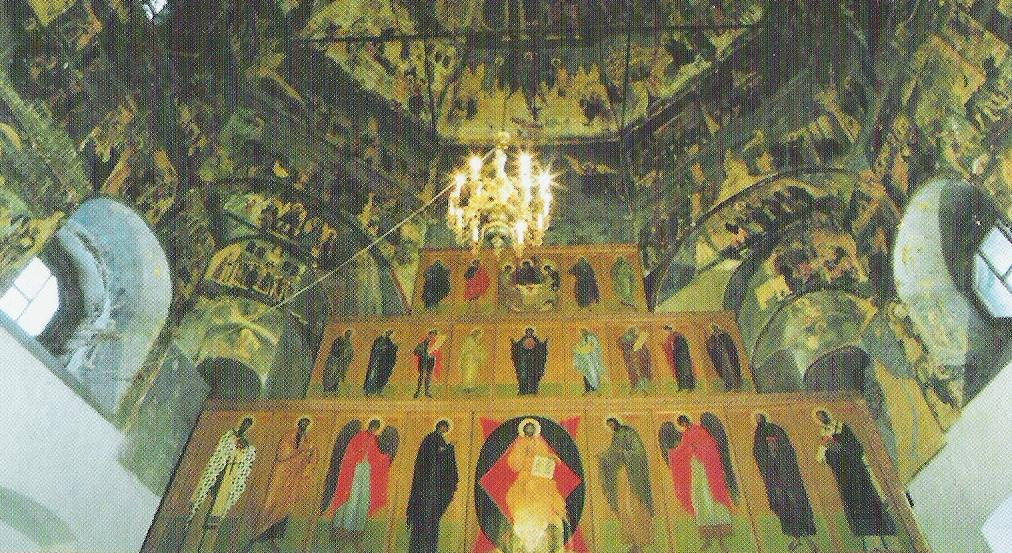
Iconostase et fresques de la chapelle du buisson ardent

La peinture murale de l'église de l'Intercession de la Vierge à Kozlione date des années 1713 à 1720 et présente des images qui rappellent celles anciennes de l'école iconographique de Vologda influencées notablement par la peinture profane. C'est le peintre réputé Fiodor Fiodorov (peintre d'icônes) avec d'autres maîtres qui réalisa ces peintures. Au zénith de la voûte est représenté le Roi des rois. Sur les faces de l'arc de voûte sont représentées les fêtes traditionnelles de l'iconostase. Les voûtes octogonales et quadrangulaires sont divisées en six registres présentant des sujets différents provenant des évangiles apocryphes, de la vie du Christ, de l'icône de Notre-Dame de Rome et des Actes des apôtres.

Beaucoup de sujets représentés sont repris presque entièrement des illustrations de la  Bible de Piscator. Les images sont souvent de nature grotesque, fort expressives, sous forme de raccourcis. La couleur ne joue pas un rôle essentiel, les tons sont verts, gris-brun et bleu pâle. L'ensemble de la peinture présente le grand intérêt d'être une des dernières parmi les grandes fresques murales russes.

Il s'agit d'une merveilleuse et riche composition qui couvre toute la surface entre les fenêtres, surtout celles situées au dessus des fenêtres du tambour. Comme la crucifixion de Jésus de Nazareth réalisée dans la tradition du XVIIe siècle (comme plusieurs autres sujets des fresques). Le fond représentant une ville entourée de hauts murs est particulièrement réussi avec ses maisons, le soleil et la lune dans des tons bleu foncé. Les sujets tirés des évangiles sont traités de manière un peu caricaturale ou grotesque.